# Abfarad
Abfarad (oznaka abF) ali absolutni farad je enota za merjenje kapacitivnosti v sistemu CGS. 
1 abF = 109 F (farad) v sistemu SI
Enota je izredno velika, saj ni možno izdelati kondenzatorjev velikih 1 F. V praksi se uporabljajo manjše kapacitivnosti (npr. μfarad in pfarad) .

## Definicija abfarada[1]
Abfarad je kapacitivnost kondenzatorja, ki vsebuje naboj 1 abC (abcoulomb) pri potencialni razliki 1 abV (abvolt) med ploščama.